# Augustinern 46 (Quedlinburg)

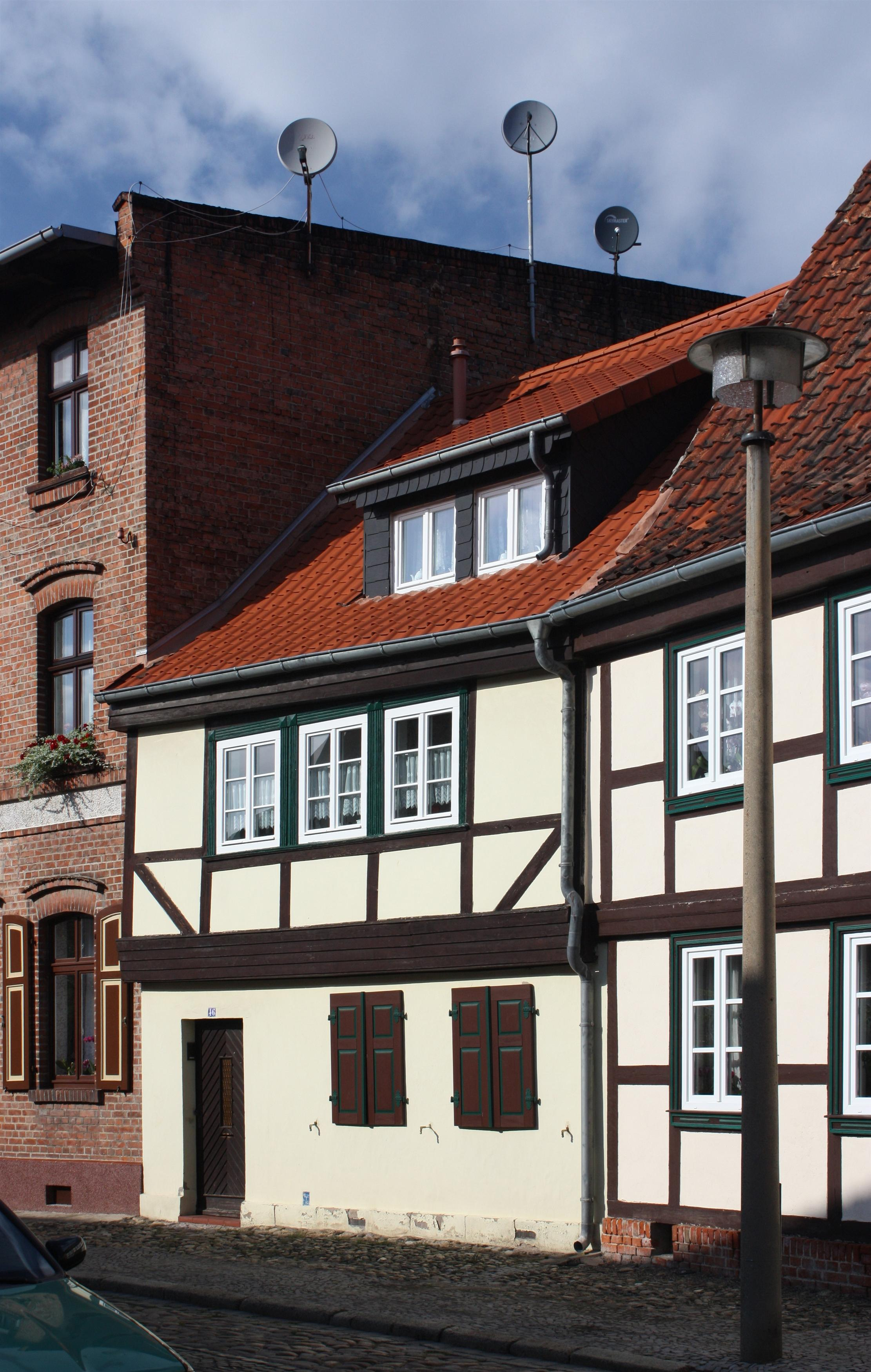
Haus Augustinern 46

Das Haus Augustinern 46 ist ein denkmalgeschütztes Gebäude in der Stadt Quedlinburg in Sachsen-Anhalt.

## Lage
Es befindet sich im nördlichen Teil der historischen Quedlinburger Neustadt und gehört zum UNESCO-Weltkulturerbe. Im Quedlinburger Denkmalverzeichnis ist es als Wohnhaus eingetragen. Östlich grenzt das gleichfalls denkmalgeschützte Haus Augustinern 47 an.

## Architektur und Geschichte
Das Fachwerkhaus entstand in der Zeit um 1680. An der Fachwerkfassade finden sich Fußbänder. Die verzierte Stockschwelle ist durch ein im 19. Jahrhundert aufgebrachtes Bohlenbrett verkleidet. Aus dieser Zeit stammt die profilierte Fensterrahmung.
Im 20. Jahrhundert erfolgte eine Erneuerung der Fenster.